# Eutrichota pilimana
Eutrichota pilimana är en tvåvingeart som först beskrevs av Ringdahl 1918.  Eutrichota pilimana ingår i släktet Eutrichota och familjen blomsterflugor. Arten är reproducerande i Sverige. Inga underarter finns listade i Catalogue of Life.